# ピカルディの薔薇
『ピカルディの薔薇』（ピカルディのばら）は、津原泰水による日本の短編集、およびその表題作。
〈幽明志怪〉シリーズ第二作。
短篇は2004年、河出書房新社刊行のアンソロジー『凶鳥の黒影』にて書き下ろしで発表、
これを表題作とした単行本は集英社より2006年刊行、2012年筑摩書房より文庫化（2017年電子書籍化）されたが、2022年現在は絶版となっている。
単行本の装丁、装画は金子國義。文庫版はカバーデザイン間村俊一、装画は水口理恵子である。 

## 概要
猿渡という男を語り手とした幻想小説。
1999年刊行の『蘆屋家の崩壊』の続刊。更に続刊として、2012年に『猫ノ眼時計』が刊行されている。 

## 登場人物
幽明志怪シリーズ#主な登場人物を参照。

## 収録リスト
| タイトル                 | 単行本版 | ちくま文庫版 | 備考                                                                     |
| ------------------------ | -------- | ------------ | ------------------------------------------------------------------------ |
| 夕化粧                   | ○        | ○            | 初出は小説すばる                                                         |
| ピカルディの薔薇         | ○        | ○            | 初出は本多正一監修『凶鳥の黒影（まがどりのかげ）』                       |
| 超鼠記                   | -        | ○            | 初出は『おぞけ』（祥伝社・1999年）集英社文庫版では『蘆屋家の崩壊』に収録 |
| 籠中花                   | ○        | ○            | 初出は小説すばる                                                         |
| フルーツ白玉             | ○        | ○            | 初出は小説すばる。『籠中花』の番外編的エピソード                         |
| 夢三十夜                 | ○        | ○            | 初出は東雅夫監修『稲生モノノケ大全 陽之巻』                              |
| 甘い風                   | ○        | ○            | 初出は大多和伴彦監修『憑き物』                                           |
| 枯れ蟷螂                 | -        | ○            | 書き下ろし                                                               |
| 新京異聞                 | ○        | ○            | 初出はユリイカ                                                           |
| 跋（作者自身による解説） | -        | ○            |                                                                          |

## 各話あらすじ
夕化粧
知人の小説家から猿渡に届いた手紙という形で語られるおしろい花にまつわる奇談。
ピカルディの薔薇
担当編輯者の勧めで展覧会へと出向いた猿渡は、人形作家の星鑛司という青年と知り合う。彼には五感が無いというのだが...
超鼠記
『蘆屋家の崩壊』を参照
籠中花
奄美諸島に位置する主鵺島に伝わる「くれなゐ伝説」例によって伯爵の取材旅行に同行した猿渡は、またしても不思議な出来事に遭遇する。
フルーツ白玉
『籠中花』に登場した女社長白鳥飛鳥が語る「食」にまつわるエピソード。
夢三十夜
排尿痛症状に苦しむ猿渡は、かつての恋人である月埜から聞いた、彼女の兄の「逆流夢」のことを思い出す。
甘い風
執筆に行き詰まった猿渡は、古道具屋「南國洞」を訪れる。そこで店主の南国に見せられたウクレレ。それは「マーティンの5M」と呼ばれる幻の名器だった。南国の友人はそれを彼の妻と引き換えに手に入れたという...
枯れ蟷螂
「奈々村女史の犯罪」で猿渡が語った、伯父の家で過ごした少年時代のある思い出。
新京異聞
伯爵の所属する楽団の公演のため満州は新京に渡った猿渡は、訪れた貝勒（ペイレ）の邸宅で奇妙な体験をする。
（本作のみ舞台とする時代が異なり、語り手「猿渡」と「伯爵」は他作品とは別人格であるとされる。幽明志怪シリーズ#主な登場人物を参照）

## 書籍情報
- 『ピカルディの薔薇』集英社／単行本／2006年
- 『ピカルディの薔薇』筑摩書房／文庫／2012年　※絶版
- 『ピカルディの薔薇』筑摩書房／電子書籍／2017年　※配信終了